# Castelnou
Castelnou es un municipio de la provincia de Teruel, en la comunidad autónoma de Aragón, España. Tiene una población de 120 habitantes (INE 2010). 
El municipio de Castelnou se localiza en la margen derecha del río Martín. Como en la mayoría de las poblaciones de la provincia de Teruel, Castelnou cuenta con una elevada media de edad en su población, cuyas ocupaciones están repartidas equitativamente entre agricultura, industria y servicios.

## Demografía
Castelnou cuenta con una población de 99 habitantes (INE 2024).
| Gráfica de evolución demográfica de Castelnou entre 1842 y 2021                                                     |
| |
| Población de derecho según los censos de población del INE Población de hecho según los censos de población del INE |

## Administración y política
| Período   | Alcalde                       | Partido |  |
| --------- | ----------------------------- | ------- |  |
| 1979-1983 | Miguel Anadón Yebra           | UCD     |  |
| 1983-1987 |                               |         |  |
| 1987-1991 |                               |         |  |
| 1991-1995 |                               |         |  |
| 1995-1999 |                               |         |  |
| 1999-2003 |                               |         |  |
| 2003-2007 |                               |         |  |
| 2007-2011 |                               |         |  |
| 2011-2015 | José Miguel Esteruelas Lizano | PAR     |  |
| 2015-2019 | José Miguel Esteruelas Lizano | PAR     |  |
| 2019-2023 | José Miguel Esteruelas Lizano | PAR     |  |
| 2023-2027 | Tomás Herrera Mariscal        | PAR     |  |

| Partido político    | Partido político                                   | 2003   | 2007   | 2011   | 2015   |
| Partido político    | Partido político                                   | Ediles | Ediles | Ediles | Ediles |
|                     | Partido Aragonés (PAR)                             | 4      | 3      | 5      | 4      |
|                     | Partido Popular de Aragón (PP)                     | —      | —      | —      | 1      |
|                     | Partido de los Socialistas de Aragón (PSOE-Aragón) | 1      | —      | —      | —      |
|                     | Izquierda Unida (IU)                               | —      | 1      | —      | —      |
|                     | Chunta Aragonesista (CHA)                          | —      | —      | —      | —      |
|                     | Independientes                                     | —      | 1      | —      | —      |
| Total de concejales | Total de concejales                                | 5      | 5      | 5      | 5      |

## Lugares de interés
El principal edificio de interés que alberga la localidad es la iglesia de la Inmaculada Concepción, del siglo XVIII. Consta de tres naves divididas en cuatro tramos. Las naves laterales son de altura inferior a la central. La nave central se cubre con bóveda de medio cañón con lunetos que se apoyan en arcos fajones de medio punto soportados por pilares cruciformes. Las naves laterales se cubren con bóveda de aristas, a excepción de la segunda nave del lado del evangelio, que se cierra con una bóveda ovalada. La cabecera es poligonal cubierta con bóveda de cuarto de esfera, dividida por nervaduras. En el último tramo, a los pies, se alza el coro. El acceso al templo de hace desde el tercer tramo del lado de la epístola.

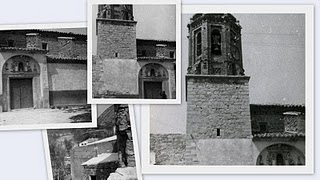
Iglesia de Castelnou

Pese al mal estado de conservación, la totalidad de las cubiertas, y posiblemente de los muros, se decora con un esgrafiado en blanco y azul, muy típico de la zona. Guirnaldas de yeserías, enlazan las ventanas y adornan los capiteles. Originalmente estarían decoradas con pan de oro. El retablo de estilo clasicista, es de reciente factura.
La Iglesia Católica se ha negado permanentemente a efectuar cualquier reparación en este edificio, que ha llegado a un estado de ruina tal, que la misa se tiene que celebrar en una nave habilitada por el Ayuntamiento de Castelnou en otro lugar del pueblo. Este Ayuntamiento tiene en proyecto hacerse cargo de los gastos de rehabilitación del templo, a pesar de no tener ninguna obligación para ello.

## Restos arqueológicos
Siguiendo el curso del río Martín, a derecha e izquierda del río, se sitúan el Cabecico Bajero y Peñafresca. En ambos cerretes se encuentran vestigios de poblados antiguos consistentes en restos de sus sistemas defensivos y cimentaciones de casas. La mayor parte de la cerámica que aparece es ibérica decorada con franjas horizontales y círculos concéntricos. En menor proporción aparecen materiales fechables en la primera Edad del Hierro: cerámicas hechas a mano, decorados algunos ejemplares con incisiones.

## Venta de Valimaña o Venta del Fraile

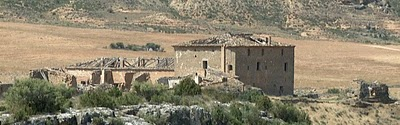
Panorámica de la Venta de Valimaña

La Venta del Fraile, es un conjunto de dependencias monacales, situadas en el camino antiguo de los catalanes. El conjunto se compone de un edificio principal, una zona de almacenes o posada y una zona más moderna de servicios. La zona principal, es un extraordinario edificio de piedra sillar, que se compone de planta baja, planta noble y planta bajo cubiertas. Dispone de una bodega y de una capilla. La zona de venta, es un edificio rectangular adosado en forma de ángulo recto al principal. En él se aprecian los espacios para pernoctar de los viajeros y para que guarden sus mercancías. La zona de servicios, está enfrentada a la anterior y de este modo se cierra el conjunto. En él se aprecian estancias para los empleados o los legos, así como los restos de un horno de cocer pan. Su estado es ruinoso. En el exterior, se conservan los restos de una nevera medieval y unas piscinas excavadas en una lastra de piedra lisa, que se utilizaban para almacenar el agua de lluvia y dar de beber al ganado o caballerías. El estado de conservación muy malo.

## Central térmica
En las proximidades de Castelnou se encuentra la central térmica Castelnou Energía, una de las principales industrias de la zona y que actualmente es la principal fuente de ingresos de esta localidad, convirtiéndola en la que dispone la quinta renta per cápita del país[cita requerida].

## Fiestas mayores
El día 29 de enero en Castelnou se celebra la festividad de su patrón, San Valero. Estas son unas fiestas de invierno, de las que podemos destacar la gran hoguera que se hace en medio de la plaza Mayor. 
Los días de la Leña, la Copa y el encendido de esta gran hoguera son los principales atractivos de las fiestas de Invierno, ya que atraen a un gran número de visitantes. La gran hoguera ocupa casi la totalidad de la plaza Mayor de la localidad y es coronada por un pino, al que se denomina "la Copa".

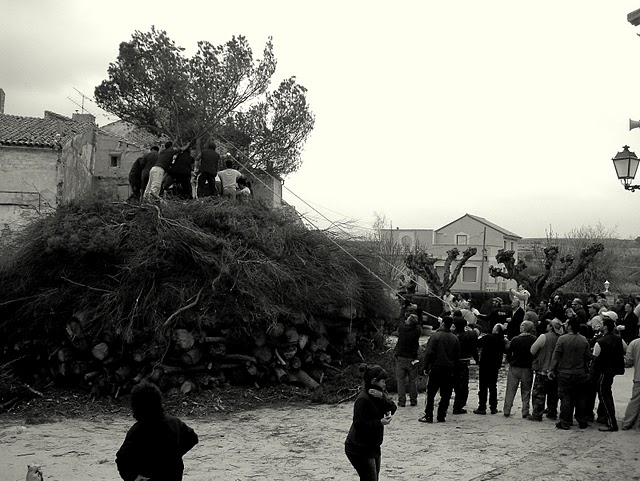
Hoguera de San Valero, la Copa

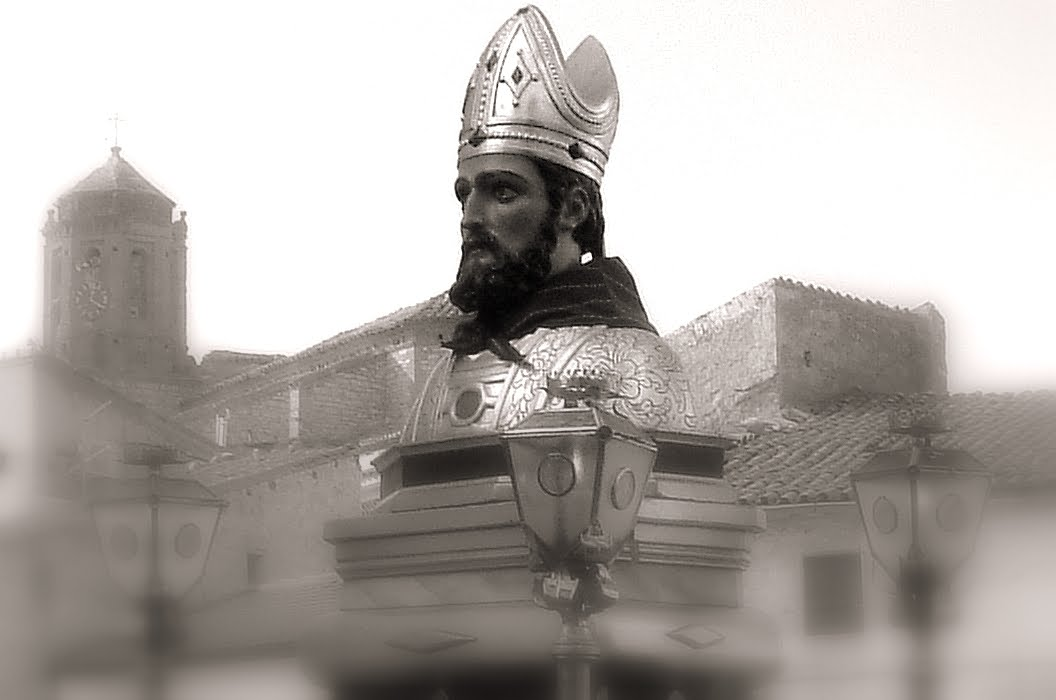
San Valero, patrón de Castelnou

También podemos destacar la procesión del Santo y los Panes Benditos por las calles de la localidad que siempre se realiza el día del santo.
"San Valero ventolero", este es el más conocido dicho popular, ya que así suelen calificar a estas fiestas en Castelnou, pues casi siempre en estas fechas suele soplar el conocido cierzo de Aragón.
Cuenta la tradición, que a San Valero a su paso por Castelnou le intentaron "dar gato por conejo" en la posada donde paró a comer. Cuentan que éste, cuando la mesonera le puso el plato de comida sobre la mesa pareció percatarse del engaño, ya que él había pedido conejo, y dijo, "si eres gato salta del plato y si eres conejo éstate quieto". Parece ser que le saltó a los ojos de la mesonera.
¡Eh ahí el milagro!
Esto sucedía un 20 de octubre, por eso desde entonces en esta fecha se celebra en Castelnou el paso de este santo por la localidad. A esta fiesta se la conoce con del nombre de "la Catria", o Cátedra de San Valero

## Fiestas de verano
La principal característica de las fiestas de verano en Castelnou, es que no siempre coinciden en las mismas fechas. Tradicionalmente en Castelnou se festejaba la festividad de San Roque, pero durante algunos años se dejaron de celebrar. En el año 1995, la Asociación Cultural la Valera recuperó estas fiestas, y desde entonces siempre se celebran el segundo fin de semana de agosto. Hasta hace unos años, estas fiestas eran precedidas por una semana cultural en los días previos al fin de semana de fiestas. Desde hace varios años, el Ayuntamiento se ha hecho cargo del coste de estas fiestas, al haber sido disuelta la Asociación Cultural La Valera por falta de voluntarios para ejercer sus funciones.